# 前404年
| 千纪： | 前1千纪 |
| 世纪： | 前6世纪 \| 前5世纪 \| 前4世纪 |
| 年代： | 前430年代 \| 前420年代 \| 前410年代 \| 前400年代 \| 前390年代 \| 前380年代 \| 前370年代                                                                                               |
| 年份： | 前409年 \| 前408年 \| 前407年 \| 前406年 \| 前405年 \| 前404年 \| 前403年 \| 前402年 \| 前401年 \| 前400年 \| 前399年                                                                 |
| 纪年： | 周威烈王二十二年 魯穆公十二年 齊康公元年 晉烈公十二年 趙烈侯五年 魏文侯二十一年 韓景侯五年 秦簡公十一年 楚聲王四年 宋昭公六十五年 衛慎公十一年 鄭繻公十九年 燕後簡公十一年 越王翳七年 |

## 大事記
- 三晉伐齊之戰，齊康公被聯軍所俘虜，與三晉之君一起朝見周天子。齊康公並請求封三晉為諸侯，次年三家分晉。
- 伯罗奔尼撒战争结束，斯巴达人获胜，雅典投降。
- 大流士二世之子阿爾塔薛西斯二世繼位波斯阿契美尼德王朝國王。
- 阿米爾塔尼烏斯在埃及領導反對波斯阿契美尼德王朝的起義獲得成功，建立埃及第二十八王朝。

## 逝世
- 大流士二世，波斯阿契美尼德王朝國王，阿爾塔薛西斯一世之子。 薛西斯二世、塞基狄亚努斯的兄弟。